# Seimas

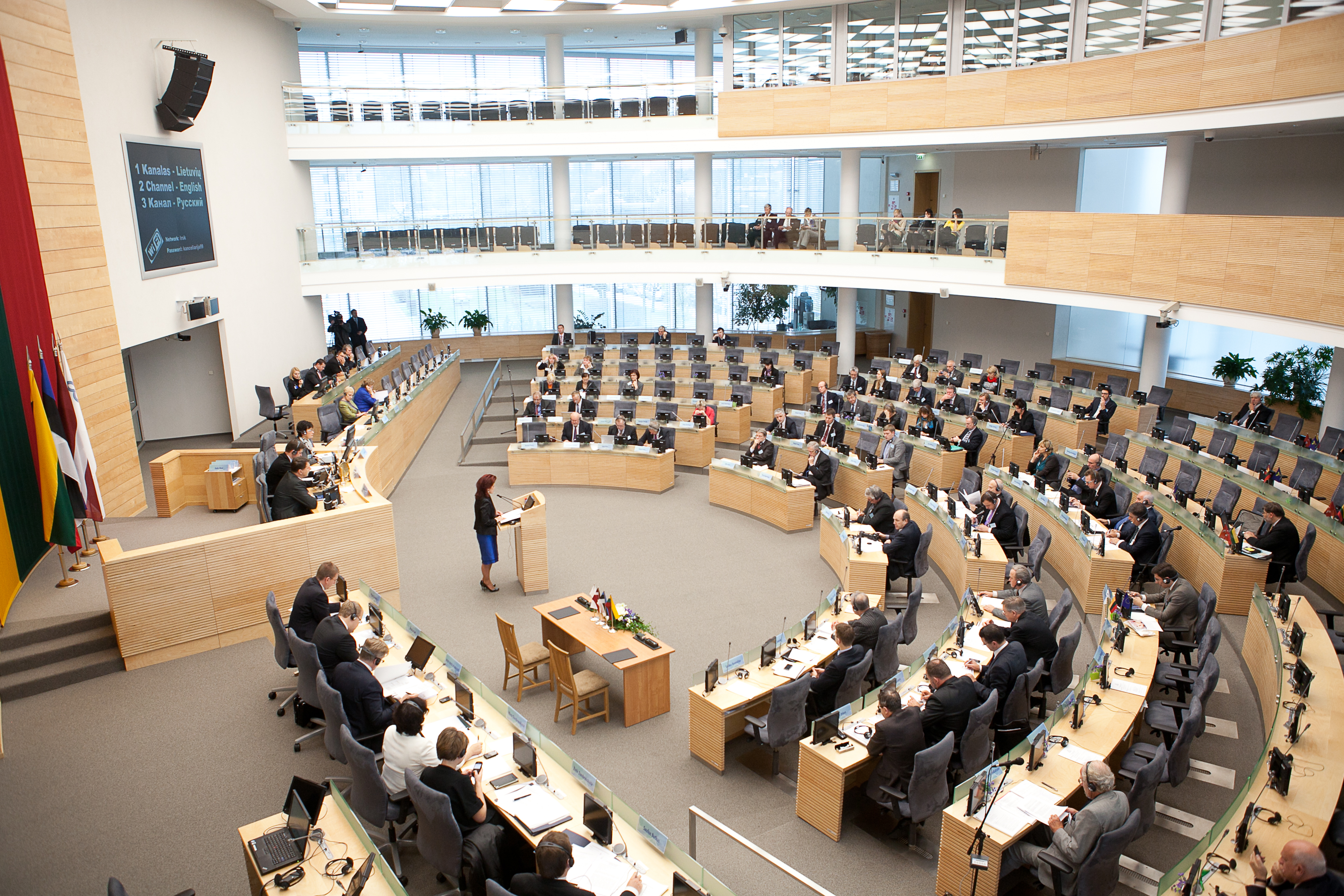
De vergaderzaal van de Seimas

Seimas is het parlement van Litouwen. Het woord is afgeleid van het Poolse woord Sejm.
In 1992 werden voor het eerst sinds 1936 weer verkiezingen gehouden voor de Seimas.
Op 10 september 2007 werd het Seimaspaleis (het nieuwe onderkomen van het parlement) in gebruik genomen. De kern van het gebouw is het voormalige gebouw van de Opperste Sovjet van Litouwen, dat uit 1980 dateert en vanaf 1990 de vergaderingen van de Opperste Raad van Litouwen en later van de Seimas had gehuisvest. Daar kwamen in 2007 twee vleugels bij. De Seimas vergadert tegenwoordig in een van de nieuwe vleugels.

## Voorlopers
In de tijd van het Pools-Litouwse Gemenebest bestond een gemeenschappelijke volksvertegenwoordiging, Sejm of Seimas, die de koning van Polen annex grootvorst van Litouwen van advies diende. Overigens hadden alleen vertegenwoordigers van de adel en de geestelijkheid zitting in het orgaan. Toen het Pools-Litouwse Gemenebest in 1795 werd opgedeeld tussen het Keizerrijk Rusland, de Habsburgse monarchie en Pruisen, kwam de Sejm niet meer bijeen.
Na de mislukte revolutie van 1905 deed tsaar Nicolaas II enkele concessies aan de minderheden in het Russische rijk. De Litouwers mochten een eigen volksvertegenwoordiging kiezen, die Seimas werd genoemd. De Seimas kwam op 4 en 5 december 1905 in Vilnius bijeen; Jonas Basanavičius werd tot voorzitter gekozen. De Seimas riep op tot een autonoom Litouwen met Vilnius als hoofdstad en een democratisch gekozen volksvertegenwoordiging (die ook Seimas zou heten) aan het hoofd. De consequentie van de ideeën van de Seimas zou zijn geweest dat Rusland een federale staat was geworden. Na die ene keer kwam de Seimas echter niet meer bij elkaar.

## Grondwetgevende vergadering (1920-1922)
Tijdens de Duitse bezetting van Litouwen in de Eerste Wereldoorlog gedoogden de Duitsers dat de Litouwers van 18 t/m 23 september 1917 in Vilnius een conferentie hielden. De deelnemers spraken zich uit voor een onafhankelijk Litouwen en stelden een Litouwse Raad (Lietuvos Taryba) in om het idee van onafhankelijkheid nader uit te werken. Voorzitter werd Antanas Smetona. Op 16 februari 1918 riepen de twintig leden van de Taryba de onafhankelijkheid van Litouwen uit. Op 11 november 1918, dezelfde dag dat Duitsland capituleerde, riep Smetona de Republiek Litouwen uit en presenteerde de Taryba de concept-grondwet van de herrezen staat Litouwen.
Op 14 en 15 april 1920 hield Litouwen verkiezingen voor de Steigiamasis Seimas, de grondwetgevende vergadering. Omdat de Litouwse hoofdstad Vilnius door Polen was bezet, fungeerde Kaunas als tijdelijke hoofdstad. Dat bleef zo tot in oktober 1939 Vilnius weer bij Litouwen kwam, maar ook daarna bleven tot de annexatie door de Sovjet-Unie in augustus 1940 de regering en het parlement in Kaunas zetelen.
De grondwetgevende vergadering bleef in functie tot 6 oktober 1922. Behalve voor een nieuwe grondwet was het parlement verantwoordelijk voor de Vrede van Moskou, waarbij Litouwen en de Sovjet-Unie elkaars grenzen erkenden, een grensverdrag met Letland, toetreding van Litouwen tot de Volkenbond, de invoering van een eigen munt, de Litouwse litas, en een wet op de landhervorming.

## Eerste Seimas (1922-1923)
De eerste Seimas werd verkozen op 10 en 11 oktober 1922 en bleef in functie tot 12 maart 1923. Tijdens de zittingsperiode namen Litouwers gewapenderhand Klaipėda in. Ook kwam Litouwen een demarcatielijn overeen met Polen, zonder zijn aanspraken op Vilnius en andere gebieden op te geven. President Aleksandras Stulginskis ontbond het parlement voortijdig, omdat het niet lukte een meerderheidsregering te vormen.

## Tweede Seimas (1923-1926)
De tweede Seimas werd verkozen op 12 en 13 mei 1923. Het parlement zat zijn termijn uit, maar een stabiele meerderheid was er niet, want in die tijd reageerden wel vijf kabinetten. Niettemin nam de Seimas een groot aantal belangrijke wetten aan op de terreinen belastingen en onderwijs.

## Derde Seimas (1926-1927)
Verkiezingen voor de derde Seimas vonden plaats van 8-10 mei 1926. Na de verkiezingen kwam een links minderheidskabinet tot stand, dat regeerde met steun van de nationale minderheden (Joden, Polen en Duitsers). Het kabinet sloot een niet-aanvalsverdrag met de Sovjet-Unie en stond de verboden communistische partij weer toe, allebei tot grote ergernis van rechts. Een militaire staatsgreep maakte op 17 december 1926 een eind aan deze regering. President Kazys Grinius en premier Mykolas Sleževičius moesten het veld ruimen en maakten plaats voor Antanas Smetona en Augustinas Voldemaras. Smetona voerde tot in 1940 een autoritair bewind. Op 12 april 1927 stuurde hij de Seimas naar huis.

## Vierde Seimas (1936-1940)

Het vooroorlogse en het huidige Litouwen. De betwiste gebieden zijn met diverse kleuren aangegeven. Lichtrood: het Memelgebied; lichtpaars: het gebied dat volgens het Molotov-Ribbentroppact eigenlijk aan Duitsland zou worden toegewezen, maar in 1940 toch bij Litouwen bleef; donkerpaars: in 1939 naar Duitsland, nu Pools, donkerblauw: in 1939 naar de Sovjet-Unie, nu Pools; bruingeel: in 1939 naar Litouwen; donkergeel: in 1940 naar Litouwen; bruin: in 1939 naar de Sovjet-Unie, nu Wit-Russisch

De vierde Seimas, gekozen op 10 juni 1936, had maar 49 leden in plaats van de vroegere 85. De kiezers konden alleen op personen stemmen, niet op partijen. Bovendien kon iemand zichzelf niet kandidaat stellen; een kandidaat moest worden voorgedragen door een gemeente- of districtsraad. De vierde Seimas had vooral adviserende bevoegdheid. President Smetona nam de beslissingen. In februari 1938 nam het parlement een nieuwe grondwet aan, die Smetona nog meer bevoegdheden gaf. Volgens de nieuwe grondwet was Litouwen een onafhankelijke republiek, niet langer een onafhankelijke democratische republiek.
In het tijdvak van de vierde Seimas ging Litouwen eindelijk diplomatieke betrekkingen aan met Polen na een Pools ultimatum op 17 maart 1938 en moest Litouwen op 22 maart 1939 Klaipėda afstaan aan Nazi-Duitsland na een Duits ultimatum. Op 28 oktober 1939, na het uitbreken van de Tweede Wereldoorlog, gaf de Sovjet-Unie, die een groot deel van Polen had bezet, Vilnius met het omringende gebied aan Litouwen. Het was maar een deel van het gebied waarop Litouwen aanspraak maakte (Grodno en Lida hield de Sovjet-Unie zelf, terwijl Suwałki naar Duitsland ging), maar Vilnius was wel Litouwens historische hoofdstad.
In ruil voor de overdracht van Vilnius moest Litouwen Sovjettroepen toestaan op zijn grondgebied. Daarna stelde de Sovjet-Unie steeds verdergaande eisen. In juni 1940 wilde Smetona hierin niet langer meegaan en het leger mobiliseren. De Seimas stemde echter tegen mobilisatie. Smetona vluchtte naar het buitenland. Op 17 juni 1940 werd onder Sovjet-Russische druk een pro-Sovjet-regering aangesteld in Litouwen; op 27 juni trad de Seimas af. Op 14 en 15 juli organiseerde de nieuwe regering verkiezingen, waaraan alleen pro-Sovjet-kandidaten mochten meedoen. Op 21 juli 1940 verzocht het nieuwverkozen parlement de Sovjets om Litouwen op te nemen in de Sovjet-Unie. Op 3 augustus 1940 werd het verzoek ingewilligd.

## Opperste Raad van Litouwen (1990-1992)
Op 24 februari 1990 hield de Litouwse Socialistische Sovjetrepubliek verkiezingen voor de Opperste Sovjet van Litouwen. Onder druk van de onafhankelijkheidsbeweging Sąjūdis werden dit de eerste vrije verkiezingen sinds 1926. De meerderheid van de verkozenen was sympathisant van Sąjūdis. Op 10 maart 1990 kwam de Opperste Sovjet voor het eerst bijeen. De dag daarop, 11 maart 1990, nam dit parlement drie belangrijke beslissingen. Het koos Vytautas Landsbergis tot voorzitter, de eerste niet-communist op die plek. Bovendien veranderde de Opperste Sovjet zijn naam in Opperste Raad van de Republiek Litouwen, waarmee het de naam Sovjetrepubliek liet vallen. Ten slotte verklaarde de Opperste Raad dat vanaf dat moment Litouwen weer een onafhankelijke staat was en de legale voortzetting van Litouwen zoals dat tussen 1920 en 1940 had bestaan.
De Sovjet-Unie werkte het opnieuw onafhankelijke Litouwen eerst tegen, met een economische blokkade en militaire acties, waarbij meer dan 20 doden vielen. Na de mislukte Augustusstaatsgreep in Moskou van 1991 gaf de Sovjet-Unie haar verzet op. Vanaf dat moment was Litouwen weer een erkend lid van de internationale gemeenschap. Op 17 september 1991 trad Litouwen toe tot de Verenigde Naties.
De Opperste Raad zette het proces van de langzame omzetting van de centraal geleide economie in een markteconomie in gang. In augustus 1991 voerde de Raad een nieuw betaalmiddel in: de talonas, eerst naast de Russische roebel en later als vervanging daarvan. Op 25 oktober 1992 nam het orgaan een nieuwe grondwet aan, die met een volksraadpleging bekrachtigd werd.

## Zesde Seimas (1992-1996)
De zesde Seimas (de Opperste Raad gold als vijfde Seimas) werd gekozen in twee ronden, op 25 oktober en 15 november 1992, volgens een gemengd kiesstelsel: 71 zetels volgens een districtenstelsel en 70 zetels volgens een systeem van evenredige vertegenwoordiging. Verder was er een kiesdrempel van vier procent, die echter niet gold voor de partij van de Poolstalige minderheid.
De verkiezingen leverden een meerderheid voor de Litouwse Democratische Arbeiderspartij op. Na het aantreden van de Seimas op 25 november 1992 koos deze Algirdas Brazauskas tot voorzitter, die op 25 februari 1993 werd gekozen tot eerste president van het naoorlogse Litouwen. Op 25 juni 1993 verving de Seimas de talonas, die steeds als overgangsmunt bedoeld was geweest, door de Litouwse litas. Daarnaast nam de Seimas een groot aantal wetten aan die betrekking hadden op de herstructurering van de economie en het grondbezit. Op 31 augustus 1993 verlieten de laatste Russische troepen Litouwen.

## Zevende Seimas (1996-2000)
De zevende Seimas werd weer in twee ronden gekozen, op 20 oktober en 10 november 1996. Op 25 november 1996 kwam deze Seimas voor het eerst bijeen. De Vaderland Unie werd de grootste partij en vormde een regering met de Christendemocratische Partij. In mei 1999 stapten de Christendemocraten op en regeerde de Vaderland Unie verder met een minderheidsregering. De regering had te kampen met een stagnerende economie en stijgende werkloosheid.

## Achtste Seimas (2000-2004)
De verkiezingen voor de achtste Seimas vonden plaats op 8 oktober 2000. De Vaderland Unie werd ongenadig afgestraft en ging van 70 naar 9 zetels. De winnaars waren de Liberale Unie van Litouwen van Rolandas Paksas (later korte tijd president en de stichter van Orde en Recht) en de Nieuwe Unie van Artūras Paulauskas. Die twee partijen gingen samen regeren, maar in 2001 werd de Liberale Unie vervangen door de Sociaaldemocraten.
Op 29 maart 2004 trad Litouwen toe tot de NAVO en op 1 mei 2004 tot de Europese Unie.

## Negende Seimas (2004-2008)
Op 10 en 24 oktober 2004 werd de negende Seimas gekozen, die op 15 november 2004 voor het eerst bijeen kwam. De grote winnaar was de nieuw aangetreden Partij van de Arbeid. De nieuwe partij schoof aan bij de coalitie van Nieuwe Unie en Sociaaldemocraten. In juli 2006 stapte de Partij van de Arbeid op en ging de regering onder een nieuwe premier, Gediminas Kirkilas, verder als minderheidsregering.
Op 21 december 2007 trad Litouwen toe tot het Verdrag van Schengen.

## Tiende Seimas (2008-2012)
Met de verkiezingen voor de tiende Seimas op 12 en 26 oktober 2008 kwam een einde aan zeven jaar regeren door de Sociaaldemocraten. De Vaderland Unie werd de grootste partij. De Seimas trad aan op 17 november 2008. Op 9 december 2008 vormde de Vaderland Unie met drie kleinere partijen een regering onder Andrius Kubilius. Op 15 september 2009 kreeg de Seimas voor het eerst een vrouwelijke voorzitter, Irena Degutienė.

## Elfde Seimas (2012-2016)
De elfde Seimas werd verkozen op 14 en 18 oktober 2012, zoals gebruikelijk weer volgens een mengvorm van districtenstelsel en evenredige vertegenwoordiging. Ze trad aan op 16 november 2012. Deze keer waren de sociaaldemocraten weer de grootste partij. Ze vormden een coalitie met de Partij van de Arbeid, Orde en Recht en de Electorale Actie van Polen in Litouwen onder Algirdas Butkevičius. De Poolse partij stapte in augustus 2014 op.
Van 1 juli tot en met 31 december 2013 vervulde Litouwen voor de eerste keer in de geschiedenis het voorzitterschap van de Raad van de Europese Unie. Op 1 januari 2014 nam Griekenland het voorzitterschap over. Op 1 januari 2015 verving de euro de litas als munteenheid.

## Twaalfde Seimas (2016-2020)
De verkiezingen voor de twaalfde Seimas, die werden gehouden op 9 en 23 oktober 2016, stonden vooral in het teken van de bestrijding van corruptie. De verrassende winnaar was de Litouwse Unie van Boeren en Groenen, een partij met schone handen op dat terrein, die van 1 zetel op 54 zetels kwam. De Partij van de Arbeid, die het vaakst in verband werd gebracht met corruptieschandalen, hield van haar 29 zetels er nog maar 2 over. Ook de leider van Orde en Recht, Rolandas Paksas, was in opspraak geraakt; die partij viel terug van 11 naar 8 zetels. De derde regeringspartij, de Litouwse Sociaaldemocratische Partij, viel terug van 39 naar 17 zetels. Omdat de Unie van Boeren en Groenen een tweede partij nodig had voor een meerderheidsregering, bleven de sociaaldemocraten toch regeringspartij. De nieuwe regering stond onder leiding van Saulius Skvernelis. In september 2017 stapten de sociaaldemocraten uit te regering. Een deel van de sociaaldemocraten wilde toch verder met Skvernelis en vormde de Litouwse Sociaaldemocratische Arbeiderspartij. De tien parlementsleden van deze groep waren niet voldoende voor een meerderheid en dus ging de regering-Skvernelis door als minderheidskabinet. De sociaaldemocraat Linas Linkevičius bleef aan als minister van Buitenlandse Zaken, nu als partijloos minister.
In juli 2019 traden Orde en Recht en de Electorale Actie van Polen in Litouwen, die al gedoogsteun gaven aan de regering-Skvernelis, tot het kabinet toe. Orde en Recht viel echter uit elkaar wegens onderlinge ruzies en werd al in oktober 2019 uit de coalitie gezet.

## Dertiende Seimas (2020-2024)
Op 11 en 25 oktober 2020 werden verkiezingen gehouden voor de dertiende Seimas. De grote winnaar was de Vaderland Unie, die negentien zetels won en op 50 zetels kwam. De Litouwse Unie van Boeren en Groenen leverde 22 zetels in en kwam op 32. Bij de kleinere partijen viel vooral de terugval voor de Electorale Actie van Polen in Litouwen op, die vijf zetels inleverde. Orde en Recht, die 8 zetels had in de twaalfde Seimas, deed nu niet meer mee. Vrijheid en Recht, de partij die min of meer als opvolger kan gelden, haalde één zetel.
De nieuwe regering onder Ingrida Šimonytė had de steun van de Vaderland Unie, de Liberale Beweging en de Vrijheidspartij. Drie ministers, onder wie de premier, waren partijloos. Zeven van de vijftien ministers waren vrouw.
In september 2021 splitsten tien fractieleden van de Litouwse Unie van Boeren en Groenen onder leiding van oud-premier Saulius Skvernelis zich af onder de naam Demokratai – vardan Lietuvos (‘Democraten – voor Litouwen’). Drie andere parlementariërs sloten zich bij hen aan, onder wie het enige lid van de Litouwse Groene Partij, Algirdas Butkevičius, ook een oud-premier. De Partij van de Arbeid viel tijdens de zittingsperiode van de dertiende Seimas door onderlinge ruzies uit elkaar.

## Veertiende Seimas (2024- )
De verkiezingen voor de veertiende Seimas vonden plaats op 13 en 27 oktober 2024. Deze keer was de Litouwse Sociaaldemocratische Partij de overwinnaar met 52 zetels. De Vaderland Unie viel sterk terug. Twee nieuwe partijen kwamen op de derde en de vierde plaats: de Dageraad van Nemunas en de Democraten – voor Litouwen van Saulius Skvernelis. De Partij van de Arbeid deed aan deze verkiezingen mee onder de naam ‘Coalitie van de Vrede’ als gecombineerde lijst met twee kleine partijen, maar haalde geen zetels meer. Ook de Vrijheidspartij raakte alle 11 haar zetels kwijt. De Unie van Boeren en Groenen viel terug van 32 naar 8 zetels. Gabrielius Landsbergis, de lijsttrekker van de Vaderland Unie, besloot na de verkiezingen geen zitting te nemen in de Seimas.
Na de verkiezingen vormden de sociaaldemocraten een coalitie met de Democraten – voor Litouwen en de Dageraad van Nemunas. Premier werd de sociaaldemocraat Gintautas Paluckas. Vooral de deelname van Dageraad van Nemunas riep weerstand op. Er werden zelfs protestdemonstraties gehouden tegen deelname van de partij aan de regering. Remigijus Žemaitaitis, de leider van die partij, heeft zich regelmatig antisemitisch uitgelaten.
Op 14 november 2024 werd Saulius Skvernelis gekozen tot voorzitter van het parlement.

### Uitslag van de laatste verkiezingen
- Litouwse Sociaaldemocratische Partij 52 zetels
- Vaderland Unie 28 zetels
- Dageraad van Nemunas 20 zetels
- Democraten – voor Litouwen 14 zetels
- Liberale Beweging 12 zetels
- Litouwse Unie van Boeren en Groenen 8 zetels
- Electorale Actie van Polen in Litouwen 3 zetels
- Nationale Alliantie 1 zetel
- Vrijheid en Recht 1 zetel
- Onafhankelijken 2 zetels

Totaal 141 zetels.